# سوزي ستايلز
سوزي ستايلز (بالإنجليزية: Suzy J. Styles)‏ عالمة نفس في جامعة نانيانغ التكنولوجية (NTU)، سنغافورة. بحثها في مجال علم اللغة النفسي والمناهج المعرفية لاكتساب اللغة. وهي مديرة مختبر الدماغ واللغة والإدراك الحسي في جامعة NTU.
في عام 2017، نشرت هي ونورا تورومان ورقة في الجمعية الملكية للعلوم المفتوحة وجدت أن المشاركين في البحث يمكن أن يخمنوا الأصوات التي تمثلها أحرف من أبجديات غير مألوفة بشكل أفضل مما هو متوقع.

## روابط خارجية
- "Suzy J. Styles - Publications". ResearchGate. مؤرشف من الأصل في 2017-09-15. اطلع عليه بتاريخ 2017-09-16.